# Opiná
Opiná (Hongaars: Sárosófalu) is een Slowaakse gemeente in de regio Košice, en maakt deel uit van het district Košice-okolie.
Opiná telt 197 inwoners.